# Kościół w Bunge
Kościół w Bunge – świątynia należąca do diecezji Visby Kościoła Szwecji. Znajduje się w północno-wschodniej części Gotlandii.

## Architektura
Prace archeologiczne prowadzone w miejscu położenia tutejszej świątyni w latach 1916 i 1971 wykazały, że obecny gotycki kościół był poprzedzony XII-wieczną świątynią romańską. Masywna, przypominająca twierdzę wieża należała do wcześniejszej budowli. Nawę i prezbiterium zbudowano w XIV wieku w stylu gotyku typowego dla Gotlandii. Nawa jest wysoka i obszerna, podzielona we wnętrzu przez dwie smukłe kolumny. Prezbiterium pozbawione jest absydy. Zamiast niego kościół kończy się od strony wschodniej prostą ścianą z trzema smukłymi oknami.
Kościół w Bunge jest jednym z największych w północnej części Gotlandii. W celu zabezpieczenia świątyni, po stronie południowej wzniesiono pojedynczą przyporę, rzadkość w kościołach na Gotlandii. Świątynia posiada bogaty w rzeźby portal południowy oraz portal północny z detalami romańskimi, które być może stanowiły części wcześniejszej budowli.
Kościół i cmentarz otoczone są murem, który niegdyś był znacznie wyższy i pełnił funkcję obronną. W murze tym zachowały się cztery średniowieczne bramy. Zespół kościelny najwyraźniej pełnił rolę obronną, co potwierdzają ślady po pikach i bełtach w starych drzwiach wieży. Tuż obok kościoła znajdują się ruiny średniowiecznej plebanii, zwanej Domem Mnicha.

## Wnętrze

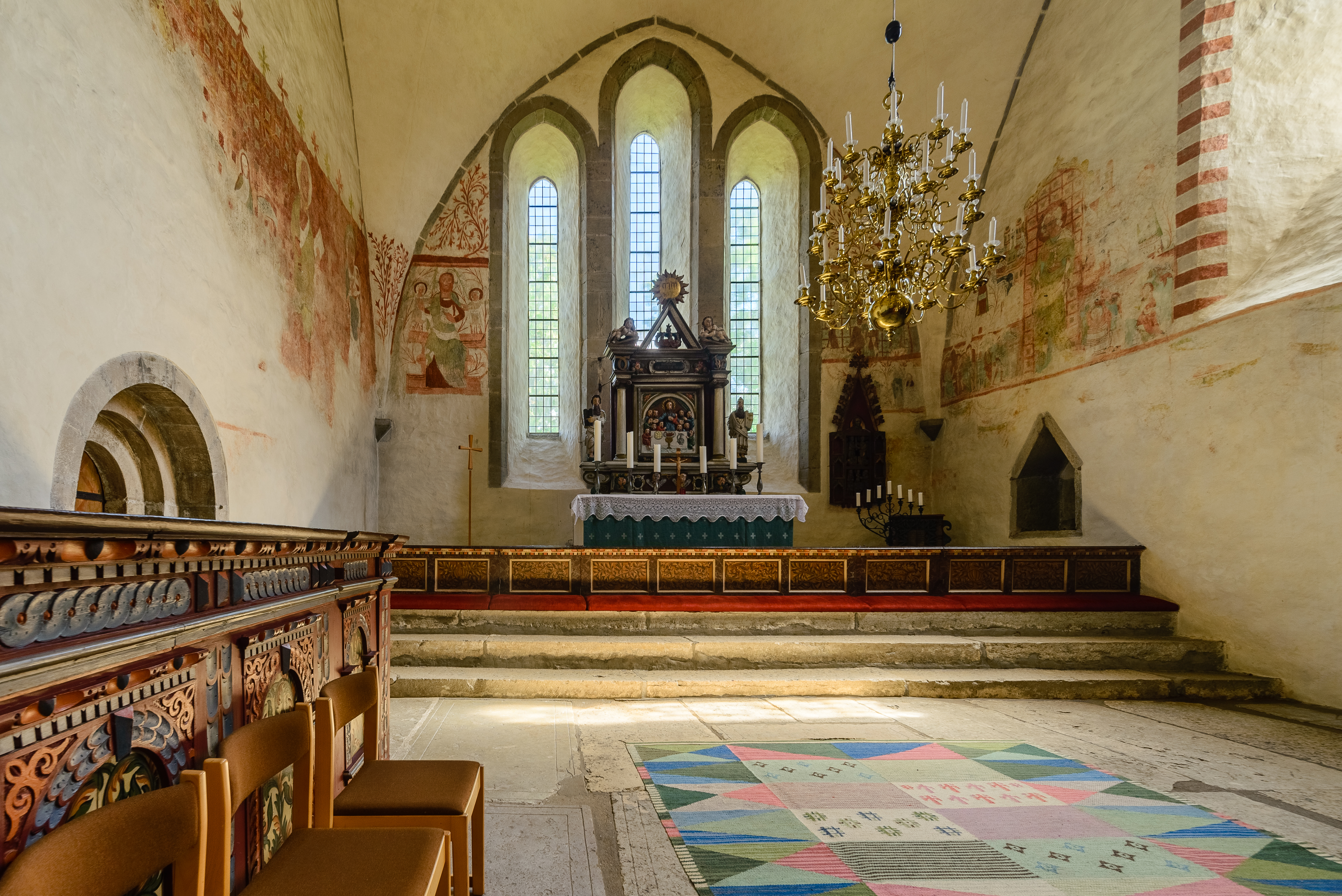
Wnętrze

Wnętrze kościoła jest bogato zdobione freskami, przedstawiającymi m.in. walczących rycerzy. Być może pochodzą one z okresu, w którym Gotlandia należała do krzyżaków. Niektórzy badacze spekulują, że tutejszy kompleks kościelny mógł w związku z tym przekształcić się na jakiś czas w zamek krzyżacki.
Najbardziej wyróżniającym się elementem wnętrza są niewątpliwie ściany bogate we freski. Przypuszcza się, że ich autorem jest nieznany artysta pochodzący z Prus lub z Czech. Datuje się je na przełom XIV i XV wieku. Przedstawiają one różne motywy chrześcijańskie, takie jak Sąd Ostateczny, ukrzyżowanie Jezusa, kilku apostołów, Mszę św. Grzegorza z cudem eucharystycznym czy inne legendy o świętych. Nie do końca wiadomo kogo przedstawiają freski walczących rycerzy. Jedna z teorii mówi, że to krzyżacy. Inna z kolei widzi w tych malowidłach przedstawienie bitwy pod Visby w 1361 roku. Niektórzy doszukują się tu nawet przedstawienia chrześcijańskiego motywu męczeństwa Legionu Tebańskiego.
W kościele pozostał jeden stary witraż, chrzcielnica z XIII wieku oraz pewna osobliwość: wapienna skrzynia prawdopodobnie na datki dla żebraków, podpisana runami przez autora: „Lafrans wykonał ten kamień” (chodzi o Lafransa Botvidarsona).